# 玉皇大帝

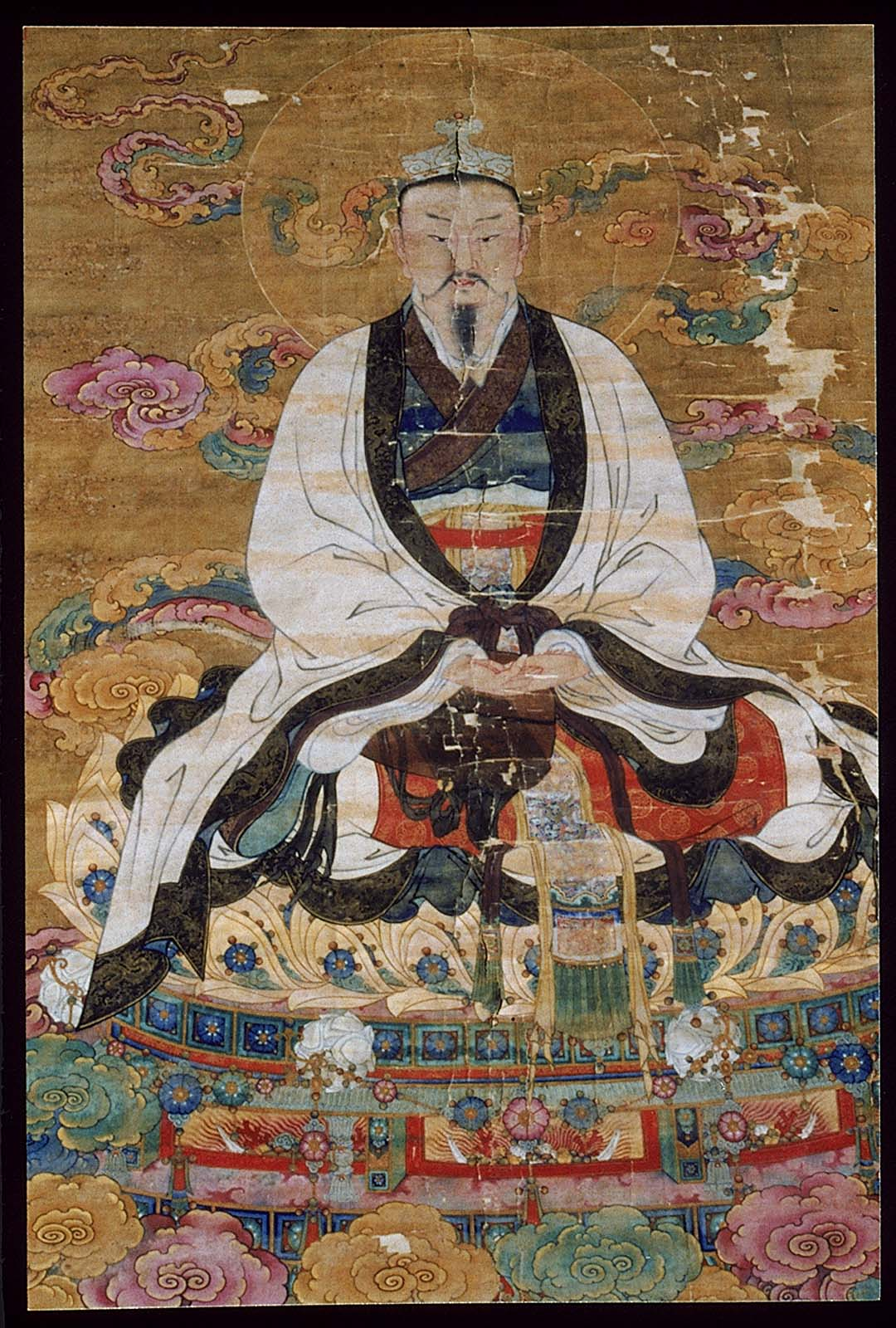
玉皇上帝（明代の絵画）

玉皇上帝（ぎょくこうじょうてい）、あるいは玉皇（ぎょくこう、拼音: Yù Huáng、Jade Emperor）、玉帝（ぎょくてい）は、中国道教における事実上の最高神で、天界または宇宙の支配者であり、その下の地上・地底に住むあらゆるものの支配者でもある。現在も庶民から篤く崇拝されており、民間信仰や、東南アジアなどの華僑の間では最高神として扱われる。
略さない形の名称は高上玉皇上帝（こうじょうぎょくこうじょうてい）。他に昊天金闕至尊玉皇上帝（こうてんきんけつしそんぎょくこうじょうてい）、玉皇大帝（ぎょくこうたいてい）、天公（てんこう）などと呼ばれる。

## 解説

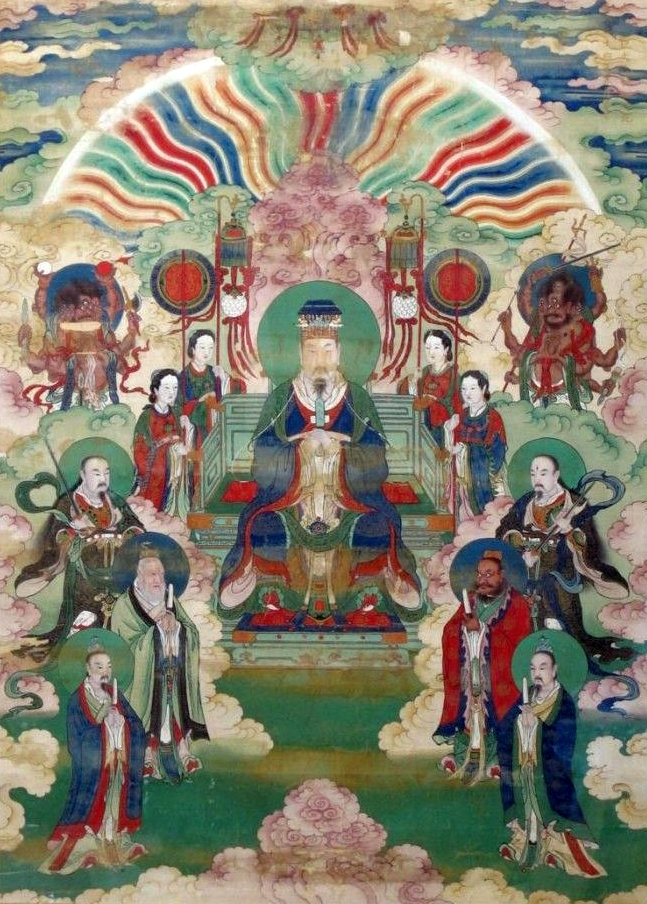
玉皇上帝と天界の王達

上帝（昊天上帝、天帝とも）が古くから天の主催者として信奉されてきた。道教では「太元」を神格化した元始天尊、次に「道」を神格化した霊宝天尊（太上道君）、その後これらに「老子」を神格化した道徳天尊（太上老君）を加えた三柱（「三清」）が最高神とみなされていった。
「玉皇」という名称は古くは六朝の道士・陶弘景の『真霊位業図』の中にみられるが、その地位はあまり高くはなかった。唐代にはその名称が普及し、詩文の中で天帝の美称として玉皇や玉帝といった名称を用いるようになっていった。玉皇上帝が本格的に最高神とされるようになったのは北宋である。真宗が大中祥符8年（1015年）に「太上開天執符御歴含真体道玉皇大天尊」という尊号を賜り、国家的な祭祀対象となった。また徽宗が政和6年（1116年）に「太上開天執符御歴含真体道昊天玉皇上帝」という尊号を追贈し、昊天上帝と同一視されるようになる。
三清を補佐し天界の政務を行う「四御」（玉皇上帝、北極紫微大帝、勾陳天皇大帝、后土皇地祇）の一員とされる。三清と合わせて「三清四御」と呼ぶこともある。
玉皇上帝のもと、天庭（天帝の宮廷）の存在は神々も仙人も現実の官僚体制のような組織に属しているとされた。すべての神々と仙人は玉皇上帝から位を与えられてその身分を定められた。『西遊記』においても、孫悟空に斉天大聖の位を与えている。また、玉皇上帝と並ぶ至上神的存在である王母娘娘（仙女とされる西王母を神格化したもの）は、玉皇上帝の夫人とも考えられている。
玉皇上帝を祀る廟は「玉皇廟」「玉皇閣」「玉皇観」「玉皇宮」などと称することが多い。また他の神を主神とする廟にも「玉皇殿」や「霊霄宝殿」など玉皇上帝を祀る殿閣が存在することもある。
旧暦1月9日は「玉皇誕」とされ、玉皇上帝の誕生の日として祭祀が行われる。
昊天上帝は玉皇大帝の原型の一つであり、昊天上帝は周代の天空神であり、原型は殷商時代の最高神「帝」に由来し、儒教では昊天上帝は宇宙の存在を維持する「天理」であり、宇宙の本質を象徴していると考えられている。唐宋時代、次第に玉皇大帝も天公になり、その後の民間神話では同一の存在と見なされてきた。

## 各種文献における記述

### 道教経典
道教儀礼で広く用いられる『玉皇経』（『高上玉皇本行集経』）には以下のような記述がある。
はるか昔に光厳妙楽国という国があり、国王は名を浄徳王、后は宝月光皇后といったが、国王には跡継ぎがいなかった。そこで国中の道士を招いて儀礼を執り行った。ある夜、宝月光皇后は太上道君から子どもを授かる夢を見て、目が覚めると妊娠していた。その後一年を経て、丙午の年、正月九日午の刻に太子として生まれたのが玉帝である。浄徳王の没後に太子は国を継ぐが、やがてすべてを捨てて山中にこもり、道を修め人々を救おうとした。億劫もの長い時間をかけた修行を経て、ついに玉帝となった。
また『聖源覚真経』では、遠い昔に身を捨てて天の北を塞ぎ、代わりに万の衆生を生かした（「捨身堵北缺、代存万衆生」）という。

### 西遊記
『西遊記』では「高天上聖大慈仁者玉皇大天尊玄穹高上帝」の名で登場し、霊霄殿に出御し朝政を行っているとする。